# Махмуд Мухтар-паша
Махмуд Мухтар-паша, или Махмуд Мухтар Катырджиоглу, тур. Mahmut Muhtar Paşa/Mahmut Muhtar Katırcıoğlu, (1 декабря 1867, Константинополь — 15 марта 1935, пассажирский корабль) — турецкий военачальник и дипломат, генерал и адмирал.

## Биография
Сын великого визиря Ахмеда Мухтар-паши. Родился в Константинополе, там же получил образование в Лицее Галатасарай и в Военной академии (Харбийе). В 1888 г. окончил военную академию в Меце.
1 февраля 1887 г. вступил фанен-юнкером во 2-й Гвардейский пехотный полк прусской армии, затем служил там же в ранге лейтенанта. В 1893 г. вернулся на родину.
Участвовал в греко-турецкой войне 1897 года, несмотря на запрет султана Абдул-Гамида II. В 1900 г. представлял османскую армию на больших манёврах во Франции. В 1908-1909 гг. командовал 1-й армией.
В 1909-1911 гг. — генерал-губернатор вилайета Айдын.
В 1911 г. назначен министром морского флота в правительстве Хаккы-паши. При нём было начато сооружение первого турецкого дредноута. В этой должности осенью 1911 г. нанёс официальный визит в Ливадию императору Николаю II.
После начала Первой балканской войны в 1912 г. отправился на фронт, где командовал III корпусом в сражении при Кирк-Килиссе. 18 ноября 1912 г. был тяжело ранен в правую голень. Его мемуары об участии в Балканской войне были выпущены в 1913 г. в переводе на французский и немецкий языки.
В 1913-1914 гг. — посол в Берлине.
В 1917 г. вышел в отставку. Жил в Александрии.
Похоронен в Каире.

## Семья
Первая жена — Кевсер-ханым. Сын — Сермет Мухтар Алус (1887-1952), известный в Турции писатель.
Вторая жена — египетская принцесса Нимет-ханум-эффенди (19.9.1876-21.6.1945), дочь хедива Исмаил-паши, президент Женского комитета Красного Полумесяца.
Дети: Исмаил Мухтар-бей (1900-1953), Халиль Мухтар-бей (1901-?), Омар Мухтар-бей (1902-1935), Ала уд-Дин Ахмад-бей (1910-?), Амина Дурия-ханум (1897-1975).

## Награды
- Орден Османие
- Орден Меджидие
- медаль Имтияз
- русский Орден Белого орла с бриллиантами (1912)
- австрийский Орден Железной короны 1-го класса (1913)
- прусский Орден Красного орла

## Сочинения
- Türk ordusuyla muharebede! : Trakya seferi - 29 Eylülden 1 Teşrini- Sâniye kadar harekât-i harbiyenin ecmal-i yevmisi. Filibe: Balkan Matbaası, [1910].
- Üçüncü kolordunun ve ikinci şark ordusunun muharebatı. İstanbul: Kanaat, 1912 (немецкая версия - Meine Führung im Balkankriege 1912. Berlin: E.S. Mittler & Sohn, 1913; французская версия - Mon commandement au cours de la Campagne des Balkans de 1912. Paris-Nancy: Berger-Levrault, 1913).
- Die Welt des Islam. Weimar: Kiepenheuer, 1915.
- Der heilige Krieg // Der Deutsche Krieg. Berlin-Stuttgart: Deutsche Verlags-Anstalt, 1915.
- Afrika-i cenubı̂ muharebesi. İstanbul: Matbaa-i Ebüzziya, [1921].
- Maziye bir nazar: Berlin muahedesinden Harb-i Umumiye kadar Avrupa ve Türkiye-Almanya münasebatı. İstanbul: Matbaa-yi Ahmet İhsan, [1922].
- La Turquie, l'Allemagne et l'Europe: depuis le Traité de Berlin jusqu'à la guerre mondiale. Nancy-Paris-Strasbourg: Berger-Levrault, 1924.
- Acı bir hâtıra: 1328 Balkan Harbinde Şark Ordusu Kumandanı Abdullah Paşa'nın hâtıratına İkinci Şark Ordusu kumandanı Mahmut Muhtar Paşa'nın cevabı. al-Qāhirah, [1932].